# Hôtel de la collectivité territoriale de Martinique
L’hôtel de la collectivité territoriale de Martinique, appelé localement « l’hôtel de la Collectivité territoriale », est le siège du conseil exécutif, de l’assemblée et du conseil économique, social, environnemental, de la culture et de l’éducation.
Situé dans le quartier de Cluny à Fort-de-France, il était également le lieu des délibérations du conseil régional entre 1992 et 2015.

## Histoire
À la suite l’érection des régions en collectivités territoriales en 1982, le conseil régional de la Martinique s’installe dans l’immeuble Clitandre du boulevard de Verdun (quartier de Bellevue) à Fort-de-France.
Un nouvel hôtel de région est construit dans le quartier de Cluny sous la présidence de Camille Darsières, entre 1989 et 1992,.
Depuis le 18 décembre 2015, les institutions de la collectivité territoriale de Martinique siègent dans l’ancien hôtel de région, devenu l’« hôtel de la Collectivité territoriale ».

## Localisation
L’entrée principale du bâtiment est sise dans la rue Gaston-Defferre à Fort-de-France.
Seul le parc de stationnement se situe à Schœlcher, le reste des immeubles se trouvant sur le territoire municipal de Fort-de-France.